# Serviteur du cristal
Roman sur les Royaumes oubliés
Serviteur du cristal est le titre en français du roman Servant of the Shard de R.A. Salvatore, basé sur le monde imaginaire des Royaumes oubliés et paru en édition intégrale et en grand format chez Milady en 2009.

## Résumé
L'ennemi juré de Drizzt Do'Urden, le célèbre assassin Artémis Entreri, est revenu à Portcalim, accompagné de Jarlaxle, le drow à la tête de la compagnie de mercenaires drows Bregan D'Aerthe. Mais lorsque ce dernier, sous l'effet du pouvoir de l'Éclat de Cristal, un artefact magique qui pervertit l'esprit de son possesseur, met en péril tous les efforts de son organisation ainsi que ceux de l'assassin, Artémis décide de détruire l'Éclat de cristal, chose qui ne sera pas facile…

## Remarque
- Serviteur du cristal est le premier roman d'une trilogie intitulée Les Mercenaires.
- Serviteur du cristal était d'abord paru aux USA dans la séquence Path of Darkness des aventures de Drizzt Do'Urden, avant de devenir le premier tome d'une trilogie indépendante mettant en scène les ennemis de Drizzt.
- Serviteur du cristal et ses deux suites se déroule chronologiquement après la fin des romans de la Légende de Drizzt.
- Serviteur du cristal était d'abord paru aux Éditions Fleuve noir en juillet 2006, sous le titre Les Ailes noires de la mort avant d'être réédité chez Milady.